# 姜胜玲
姜胜玲（1956年—），女，山东福山人，中国射箭运动员，曾打破女子70米单轮世界纪录，并获得体育运动荣誉奖章。